# Saint-Célestin (bykommun)
Saint-Célestin är en bykommun (municipalité de village) i den kanadensiska provinsen Québec. Den ligger i regionen Centre-du-Québec, i den sydöstra delen av landet, 270 km öster om huvudstaden Ottawa.